# Цейдлер, Михаил Иванович
Михаи́л Ива́нович Цейдлер (1816 — 13 [25] июня 1892, Вильна) — генерал-лейтенант, художник, скульптор, почётный вольный общник Императорской Академии художеств. Сын И. Б. Цейдлера.

## Биография
Учился в школе гвардейских подпрапорщиков и юнкеров. Служил в лейб-гвардии гродненском гусарском полку. Участвовал в военных действиях на Кавказе. 4 апреля 1865 года произведён в генерал-майоры. Был в хороших отношениях с М. Ю. Лермонтовым, который написал ему экспромт, начинающийся словами: «Русский немец белокурый». Был нижегородским полицмейстером, позже служил в Северо-Западном крае (1869—1885).

## Творчество
Стремление к художественным занятиям у него проявилось ещё в 1835 году, когда им были вылеплены статуэтки слепого нищего и старушки, которые приобрели некоторую популярность. В 1844 году, находясь в Санкт-Петербурге, посещал мастерские лучших художников. В это время изучал у профессора И. П. Витали скульптурную технику и в 1845 году исполнил медальон-портрет великого князя Михаила Павловича для великой княгини Елены Павловны.
Дальнейшие занятия скульптурой продолжал в мастерской профессора Н. С. Пименова. В 1859 году им выставлены в Академии художеств бюст С. Я. Веригиной, большая группа «Бой оленей», вылепленная им из воска, и «Борзая собака с лисицей», за которые Цейдлер удостоен звания почётного вольного общника. Кроме этих произведений, известны ещё работы Цейдлера: медальон-портрет артиста П. М. Садовского и медальон императора Александра III, сделанный им с натуры и находящийся в Академии художеств.
Кроме скульптурных работ, Цейдлер писал масляными красками.
Ему же принадлежат «Записки кавказского офицера» («Русский вестник», 1883).
Любя театральное искусство, Цейдлер много способствовал учреждению и усовершенствованию русского театра в Вильне, который многим ему обязан.
- Примеры работ М. И. Цейдлера
- Медальон с портретом актёра П. М. Садовского
- Медальон с портретом императора Александра II

## Награды
- Орден Святой Анны 3 ст. с бантом (1839)[2]
- Орден Святой Анны 2 ст. (1848)
- Императорская корона к ордену Святой Анны 2 ст. (1849)
- Знак отличия за XV лет беспорочной службы (1854)
- Орден Святого Станислава 2 ст. с Императорской короной (1856)
- Орден Святого Владимира 3 ст. (1863)
- Орден Святого Станислава 1 ст. (1867)
- Орден Святой Анны 1 ст. (1869)
- Императорская корона к ордену Святой Анны 1 ст. (1873)